# Biotopo Lago d'Idro
Il Biotopo Lago d'Idro è un'area naturale protetta del Trentino-Alto Adige istituita nel 1994.
Occupa una superficie di 14,6 ha nel comune di Bondone (Provincia autonoma di Trento).